# Cupido (banda)
Cupido és un grup d'electropop i indiepop creat el 2018, integrat per Pimp Flaco, el raper barceloní anomenat realment Daniel Hernandez(veu) i la banda madrileny-canària de bedroom pop Solo Astra, formada per Alejandro "Al" García (baix), "Toni D" Díaz (guitarra, teclats i cors), Dani "Dannel" Rodríguez (bateria) i per acabar Luis "Luichi Boy" Sansó (veu i guitarra).
El grup va debutar al Primavera Club de Barcelona i va acompanyar la seva presentació amb l'anunci del llançament del seu primer senzill, «No sabes mentir», el 18 d'octubre d'aquell mateix any. El seu primer àlbum, titulat Préstame un sentimiento, va ser publicat el 14 de febrer de 2019, seguit d'una gira musical que va finalitzar a la tardor després de la retirada temporal del cantant Pimp Flaco. El 8 d'agost de 2019, Cupido va col·laborar també amb la cantant Lola Índigo i el productor Alizzz en el remix de la seva cançó «Autoestima».
En el dia de Sant Valentí de 2020 el grup va anunciar el seu retorn amb «La Pared» i dues noves cançons més: «Galaxia» i «Tu foto». El 2022, coincidint en la mateixa data, el grup va anunciar el seu nou single, «Santa». Aquesta cançó, al costat de «Se Apagó», «Todas menos tu» i «Un cabrón con suerte» formen part del segon disc de la banda, Sobredosis de amor, llançat el 26 de maig de 2022.

## Discografia

### Àlbums
- Préstame un sentimiento (2019), Universal Music Group.[15]
- Sobredosis de amor (2022), Universal Music Group.[16]

### Senzills
- No sabes mentir (2018)
- U Know (2019)
- Autoestima (2019)
- Milhouse (2019)
- Autoestima (2019), amb Lola Índigo i Alizzz
- La Pared (2020)
- Galaxia (2020)
- Tu foto (2020)
- Se Apagó (2021)
- Todas Menos Tu (2021)
- Santa (2022)
- Un cabrón con suerte (2022)